# Дребна шарка
Вижте пояснителната страница за други значения на Шарка.
Дребна шарка, морбили или известна с народното име брусница, е общо инфекциозно заболяване.
Характеризира се с обща интоксикация, възпаление на лигавицата на горните дихателни пътища, характерен макуло-папулозен обрив по кожата и усложнения от страна на дихателната система. Дребната шарка е детска инфекция, причинена от РНК-вирус от род Morbillivirus, Measles virus. Въпреки че не е зооноза, доказано е, че поради тесния контакт между хора и селскостопански животни вирусът е еволюирал от този, причиняващ чумата по говедата. Инфекцията се разпространява по въздушно-капков път. През втората половина на XX век е въведена ваксинация против дребна шарка, която рязко снижава високата смъртност сред децата в световен мащаб. Морбили е едно от заболяванията, които според СЗО поетапно трябва да бъдат изкоренени в Америка, Европа, Близкия изток и в световен мащаб до към 2020 г.

## Етиология
Заболяването се причинява от вируса на морбили, който е много неустойчив и бързо загива в околната среда. При стайна температура се инактивира до 30 минути, а светлината и ултравиолетовите лъчи го инактивират още по-бързо. При много ниски температури и лиофилизиране вирусът може да издържи от няколко месеца до години.
Поради тесния контакт между хора и одомашнени животни вероятно вирусът е еволюирал от този, причиняващ чумата по говедата. Окончателното му обособяване става сравнително скоро – XI–XII век.

## Епидемиология
Дребната шарка е антропоноза. Най-често боледуват деца на възраст от 2 до 10 години. Кърмачета до 3 – 6 месеца не боледуват, защото получават антитела от майката посредством кърмата, при положение че тя е прекарала заболяването. Деца от 6 до 9-месечна възраст боледуват рядко.
Източник на инфекцията е болният човек. Той е заразен 1 – 2 дни преди първите прояви на болестта до около 7 дни след това (или 4 дни след появата на обрива). Вирусът се съдържа в лигавицата на дихателните пътища и конюнктивалния секрет. Заразяването става по въздушно-капков път – вирусът се отделя при говор, издишване, кихане, кашляне и плач. Възприемчивостта е много голяма. Обикновено заразяването става при много близък контакт със заразения в закрити помещения, градски транспорт, училища. Възможно е и проникване на вируса през конюнктивата.
Контагиозният индекс достига 95 – 100% при неимунизираните лица. Заразоносителство при морбили не съществува. Най-често заболяването възниква в края на зимата и през пролетта. След преболедуване се изгражда траен пожизнен имунитет. Повторни заболявания се наблюдават рядко.
Епидемии от морбили се наблюдават периодично през 2 – 3 години в различни части на света, където не съществуват ефективни програми за ваксинация срещу морбили. Малки и локализирани взривове от болестта се регистрират и в годините между епидемиите. Епидемични взривове избухват все още и в страни от Европа и САЩ, където се изпълняват добри имунизационни програми. Тези взривове се регистрират обикновено сред неимунизирани деца в предучилищна възраст или други неимунизирани хора.

## Патогенеза
Вирусът прониква в организма през лигавицата на горните дихателни пътища и конюнктивата. Първичната му репликация става в епителните клетки на лигавицата, сливиците, регионарните лимфни възли и ендотелните клетки на съдовете. Попадайки в кръвта предизвиква първична виремия. Посредством кръвния ток вирусът прониква в ретикулоендотелната система, поразява лимфните възли и от там белите кръвни клетки. След около 3 дни инкубационен период, през който вирусите се намножават в лимфните възли отново навлизат в кръвния ток и предизвикват вторична виремия. Този етап е свързан с клиничната проява на заболяването. Вирусът поразява значително имунната система и така става причина за развитието на други вторични заболявания, които поразяват дихателната система.
За появата на вторични инфекции при морбили причина е и силното отрицателно влияние върху обмяната на витамините и особено на витамин А и С. При хипо- и авитаминозни състояния възникват некробиотични изменения в епитела на горните дихателни пътища. По този начин се отваря врата за генерализирана инвазия на патогенните микроорганизми.

## Клинични признаци
Инкубационният период е от 9 до 11 дни, рядко е 17 – 21. В протичането на болестта се наблюдават три периода:
- Катарален. Продължава от 1 до 6 дни. Заболяването започва с повишаване на температурата. Проявява се с кихане, серозно-слузести изтечения от носа, сълзотечение и светлобоязън. Появява се груба и неподдаваща се на обичайното лечение кашлица. Телесната температура достига до 38,5 – 39 °C. Децата стават апатични, плачливи и загубват апетит. На 2 – 3 ден по лигавицата на небцето, сливиците и фаринкса се появява характерен енантем. Лигавицата на бузите срещу предкътниците изглежда като напръскана с вар. Откриват се малки бели петънца, обиколени от червено венче. Тези петна са патогномичен за морбили признак и са известни като петна на Филатов - Коплик (петна на Коплик).
- Обривен период. След кратко понижение или нормализиране на телесната температура, към 3 – 5 ден от началото тя отново се повишава. Достига до 40 °C. През този период се появява характерният макуло-папулозен обрив. Той се развива поетапно и дисцендиращо като първоначално обхваща лицето в областта около носа и зад ушите, шията и горната част на гръдния кош. На следващия ден обхваща туловището и крайниците. Обривът по кожата наподобява на географска карта. Завяхването на обрива е със същата последователност – от лицето към долните крайници. След изчезването му по кожата остава кафеникава пигментация. Накрая на местата на обрива се наблюдава лющене на повърхностния слой – т.нар. „трицевидно лющене“. Освен проявата на класическата форма на обрив се наблюдават и варианти на същия. Възможно е обривът да придобие и хеморагичен характер. Органната патология през този период е най-силно изразена. Поради токсични увреждания и съдови разстройства на централната нервна система (ЦНС) може да се наблюдава и енцефалопатия. Катаралните прояви също се усилват. Между клепачите се отделя серозно-гноен секрет (гурели) и се появява блефароспазъм. При аускултация на белия дроб се чуват сухи, свирещи и влажни хрипове. Сърдечно-съдовата система реагира с тахикардия, хипотония, глухи сърдечни тонове, аритмия. Често се наблюдават болки в корема и диария.
- Рековалесцентен период. Наблюдава се постепенно понижаване и нормализиране на телесната температура и изчезване на обрива. Този период е към 5 – 6 ден от началото на заболяването.

Според тежестта на протичането на клиничните форми на болестта те биват: леки, средно тежки и тежки.

### Усложнения
Според хронологията на проявата на усложненията на морбили те биват ранни (в катаралния и обривния период) и късни като проява на наслоени бактериални инфекции.
Най-често болестта се усложнява от появата на ларингити, ларинготрахеити и бронхити, пневмонии, усложнения от страна на ЦНС, сърдечно-съдова система, стоматити, отити, колити.

## Диагноза
Клиничното поставяне на диагноза при брусница е без затруднения. Характерни за нея са неподдаващата се на лечение кашлица, характерния обрив по кожата и лигавицата на устната кухина. Не по-малко значение имат и епидемиологичните данни за развитието на заболяването сред дадена популация.

## Диференциална диагноза
- Грип, парагрип, инфекциозна хрема – при тези заболявания липсват обривите при кожа и лигавици.
- Скарлатина – при това заболяване винаги има ангина. Липсва катарален синдром.
- Рубеола – катаралният синдром е по-слаб. Обривът се появява още на първия ден и е най-ясен в областта на седалището. Обривните единици са по-дребни от тези при морбили. Заушните и тилните лимфни възли са увеличени.
- Инфекциозен еритем. Характерен е с пеперудообразен обрив по лицето и гирляндовиден обрив по тялото.
- Ентеровирусни инфекции, серумна болест, алергични обриви. Липсва катарален синдром и няма етапност в развитието на обрива.
- Петнист тиф. Характеризира се с тежък токсикоинфекциозен синдром и розеоло-петехиален обрив. Липсват катаралният синдром и петната на Коплик.